# كلاوس مولر (لاعب كرة قدم)
كلاوس مولر (بالألمانية: Klaus Müller)‏ (و. 1953  م) هو لاعب كرة قدم من ألمانيا، وألمانيا الشرقية، ولد في درسدن، مركز لعبه هو مُدَافِع.

## روابط خارجية
- كلاوس مولر على موقع قاعدة بيانات كرة القدم.إي يو (الإنجليزية)
- كلاوس مولر على موقع ناشيونال فوتبول تيمز (الإنجليزية)
- كلاوس مولر على موقع عالم كرة القدم.نت (الإنجليزية)